# 1847 год в театре
1847 год в театре

## События

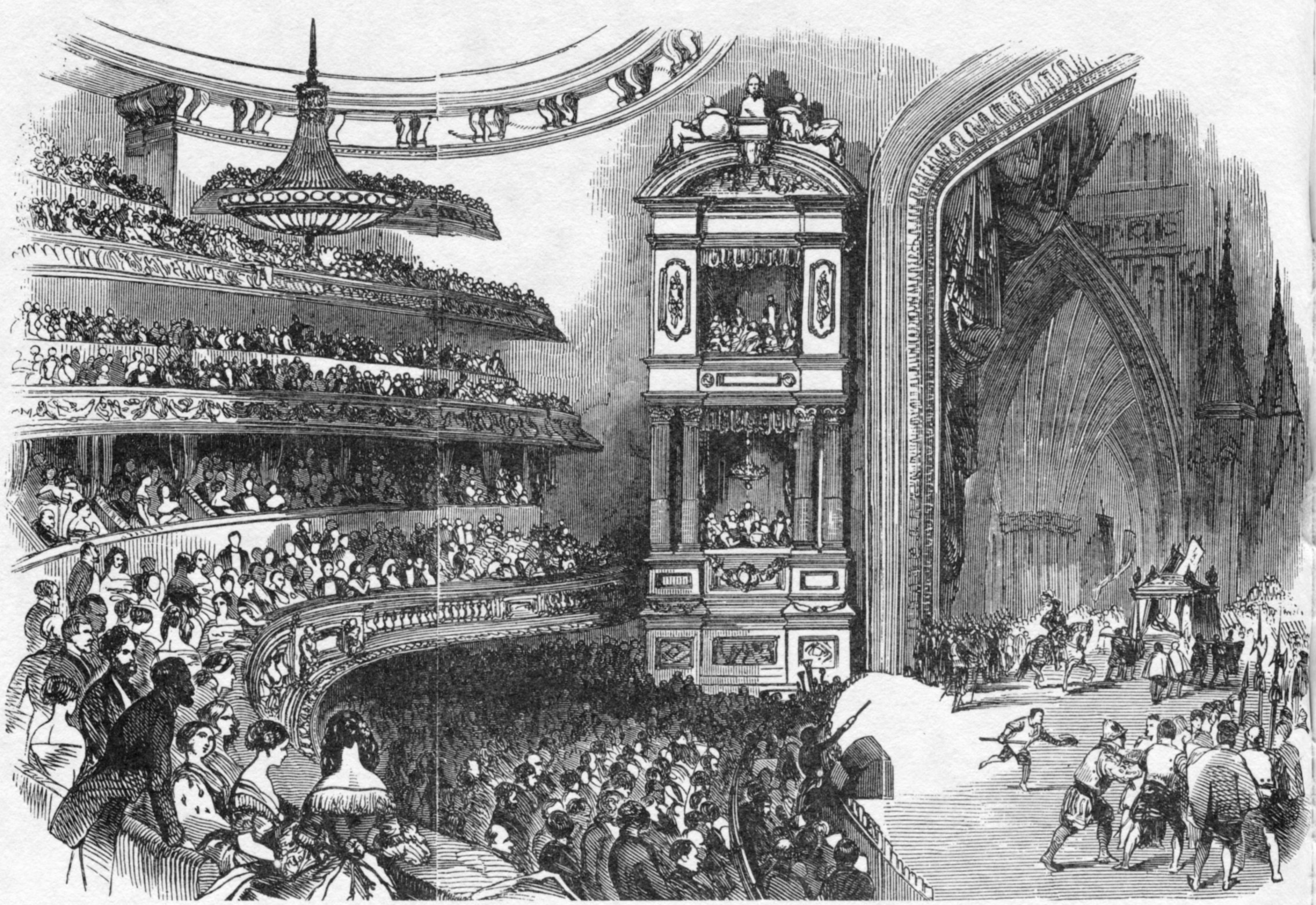
«Королева Марго» Александра Дюма, открытие «Исторического театра» на бульваре дю Тампль

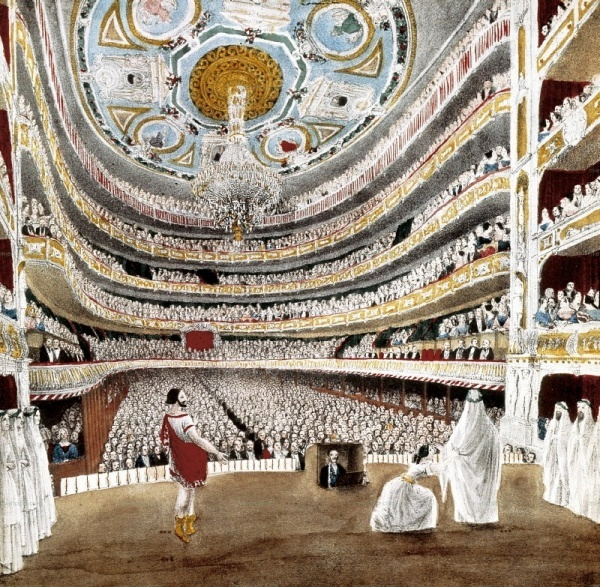
Представление «Нормы» Беллини в театре «Лисео»

- 20 февраля — в Париже, на бульваре дю Тампль, пьесой «Королева Марго» открылся «Исторический театр[фр.]», построенный по заказу Александра Дюма при помощи герцога де Монпансье.
- 4 апреля — в Барселоне открылся театр «Лисео». Построенный на частные средства акционеров, на тот момент он стал крупнейшим оперным залом Европы (3400 мест).
- 6 апреля — после распада труппы и реконструкции зрительного зала в Лондоне постановкой оперы Россини «Семирамида» вновь открылся для публики театр Ковент-Гарден (тогда — Королевская итальянская опера).
- 10 декабря — в Вене открылся Карлтеатр, выстроенный импресарио Карлом Карлом на месте снесённого Леопольдштадт-театра. Построенный всего за семь месяцев по проекту архитекторов ван дер Нюлля и фон Зикарсдбурга, он функционировал до 1929 года. Снесён в 1951 году.
- В Екатеринбурге комедией «Приёмыш» и водевилем «Дезертир» антрепризы Петра Соколова открылся новый Городской театр.

### Постановки

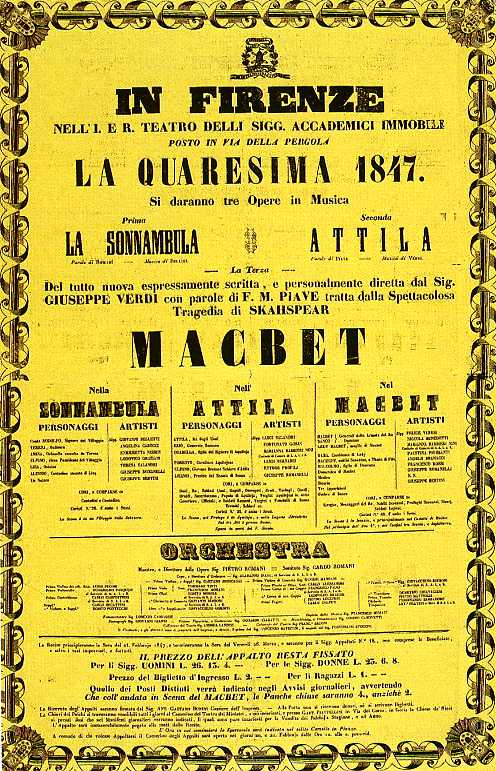
Афиша премьеры оперы Джузеппе Верди «Макбет»

- 16 марта — премьера оперы Джузеппе Верди «Макбет» (Театро делла Пергола[англ.], Флоренция).
- 16 марта — премьера исторического балета Жюля Перро «Одетта» с Фанни Эльслер в главной роли (театр «Ла Скала», Милан).
- 22 июля — премьера оперы Джузеппе Верди «Разбойники» (под управлением автора, Театр Её Величества, Лондон).
- 26 сентября (8 октября) — российская премьера балета «Пахита» в постановке Мариуса Петипа; дебют танцовщика и балетмейстера в России (Большой театр, Санкт-Петербург).
- 20 октября — премьера балета Артура Сен-Леона «Мраморная красавица» с Фанни Черрито в главной роли; дебютная постановка балетмейстера (Опера на улице Ле Пелетье, Париж).
- 5 (17) декабря — премьера оперы Александра Даргомыжского «Эсмеральда»; театральный дебют композитора (постановка Павла Щепина, Большой театр, Москва).
- российская премьера оперы Гаэтано Доницетти «Дочь полка» (постановка Павла Щепина, Большой театр, Москва).

## Деятели театра
- 26 сентября (8 октября) — танцовщик Мариус Петипа, вынужденный из-за угрозы дуэли спешно покинуть Францию, дебютировал в петербургском Большом театре постановкой балета «Пахита», где сам исполнил главную мужскую роль.
- 20 октября — Артур Сен-Леон, приглашённый в Париж из Лондона, дебютировал на сцене театра Ле Пелетье как танцовщик и балетмейстер. Главную партию в постановке «Мраморная красавица» исполнила его супруга Фанни Черрито.
- Фредерик Леметр исполняет роль Папаши Жана в мелодраме Феликса Пиа «Парижский тряпичник».
- Актриса Екатерина Васильева зачислена в труппу Александринского театра.

### Родились
- 17 февраля, Загреб — оперная певица и педагог Матильда Маллингер.
- 27 февраля, Ковентри — драматическая актриса Эллен Терри.
- 25 февраля (9 марта), Санкт-Петербург — артистка балета Клавдия Канцырева.
- 27 марта, Фрайбург — актриса Вильгельмина Миттервурцер.
- 1 (13) октября, Кишинёв — актёр, режиссёр и педагог Александр Ленский.
- 25 мая, Ческе-Будеёвице, Австро-Венгрия — оперный певец и режиссёр, засл. артист Императорских театров Антон Барцал.
- 24 июня, Тулуза — оперный и балетный композитор Гастон Сальвер.
- 8 июля, Рим — оперный певец Сенаторе Спарапани.
- 14 (26) августа, Санкт-Петербург — оперный певец, режиссёр и педагог Ипполит Прянишников.
- 5 октября, Бержерак — актёр театра и кино Поль Муне.
- 21 октября, Пьемонт — драматург, оперный либреттист Джузеппе Джакоза.
- 1 ноября, Шамбли, провинция Квебек — оперная певица Эмма Альбани.
- 12 (24) ноября, Москва — актёр Малого театра Михаил Садовский.